# Hong Kong ai XXIII Giochi olimpici invernali
Hong Kong ha partecipato ai XXIII Giochi olimpici invernali, che si sono svolti dal 9 al 28 febbraio 2018 a PyeongChang, in Corea del Sud, con una delegazione composta da una sola atleta, la sciatrice alpina Arabella Ng, che è stata anche la portabandiera.